# Buôn Ma Thuột
Buôn Ma Thuột è una città vietnamita, capoluogo della provincia di Dak Lak, nella regione di Tay Nguyen. Occupa una superficie di 370 km², benché l'area urbanizzata sia di circa un centinaio di km², e nel 2019 contava 375.590 abitanti.
L'aeroporto di Buôn Ma Thuột si trova a 13 km ad est della città.